# Gardehusarregimentet (nya)
Gardehusarregimentet är ett danskt kavalleriförband som skapades den 1 januari 2001 genom en sammanslagning av Gardehusarregimentet (gamla), Sjællandske Livregiment och Danske Livregiment.

## Organisation
Gardeshusarregimentet består av följande enheter:
- Hästskvadronen: Är en statsceremoniell enhet som i huvudsak består av två avdelningar om 40 värnpliktiga samt en trumpetarsektion.
- I. Pansarinfanteribataljonen
- III. Spaningsbataljonen: Detacherad till Bornholm. Utgörs av en stab, två lätta spaningsskvadroner och en utbildningsskvadron.
- V. Utbildningsbataljonen: Utgörs av en stab och två utbildningskompanier.

## Hästskvadronen
Hästskvadronen (Hesteskvadronen) är en skvadron inom Gardehusarregimentet som bedriver beriden verksamhet såsom högvakter och annan statsceremoniell verksamhet.
Skvadronen omfattar två avdelningar med vardera 40 värnpliktiga och sammanlagt drygt 100 personer och mellan 70 och 75 hästar. 6 - 9 personer uttas också till att spela pukor eller trumpet.